# Frédéric Houde
Pour l’article homonyme, voir Houde.
Frédéric Houde (23 septembre 1847-15 novembre 1884) fut un journaliste, rédacteur en chef, propriétaire de journal et homme politique fédéral du Québec.

## Biographie
Né le 23 septembre 1847 à Louiseville, paroisse St-Antoine-de-la-Rivière-du Loup, fils d'Antoine Houde et d'Angèle Descôteaux, Frédéric Houde étudia au Séminaire de Nicolet. En 1868, il devint éditeur associé du journal Le Constitutionnel de Trois-Rivières. De 1869 à 1875, il travailla à la rédaction de nombreux journaux francophones publiés en Nouvelle-Angleterre.  
Le 30 juin 1874, alors résidant de Worcester (Massachusetts), il épousa à St. Albans (Vermont), Catherine (Kittie) Dougherty. De retour au Québec, il devint éditeur et ensuite propriétaire de Le Nouveau Monde. En 1882, il publia une virulente critique contre l'archevêque Elzéar-Alexandre Taschereau, lui valant une demande de rétractation de la part de l'évêque Édouard-Charles Fabre. Refusant de se rétracter, il décida de quitter le journalisme. Il servit aussi comme lieutenant-colonel de la milice de Trois-Rivières.

## Romancier
Il est également l'auteur d'un roman : "Le Manoir Mystérieux ou Les Victimes de l'ambition - roman inédit extrait du 'Nouveau Monde' et précédé d'une courte notice biographique sur l'auteur par Casimir Hébert, membre de la Société Historique de Montréal, publié à Montréal en 1913 par l'Imprimerie Bilaudeau, 71-73 des Commissaires. L'ouvrage contient deux (2) frontispices, soit un portrait de Gilles Hocquart, intendant de la Nouvelle-France, et celui de Frédéric Houde 1847-1884. 250 pages incluant la table des matières, plus cinq (5) pages consacrées à la publicité d'ouvrages divers offerts par l'Imprimerie Bilaudeau Limitée. La première parution le fut dans Le Nouveau Monde, journal de Houde, --il en devint le propriétaire en 1879—du 20 octobre au 14 décembre 1880. Nouvelle parution, celle-ci incomplète dans Le Lys d'or entre avril et juin 1889.
L'ouvrage est recensé par David M. Hayne, dans le Dictionnaire des œuvres littéraires du Québec, tome I, Des Origines à 1900, page 468. Hayne signale également la parution dans La Revue moderne (décembre 1924) d'une comédie intitulée "De Cinq à sept".
Élu député nationaliste dans la circonscription fédérale de Maskinongé en 1878, il fut réélu en 1882. Il mourut le 15 novembre 1884, à Louiseville, des suites d'une tuberculose.

## Ouvrages
- Le manoir mystérieux (1913)
- De cinq à sept (1924)